# Celinde Schoenmaker
Celinde Schoenmaker (Dordrecht, 15 de enero de 1989) es una actriz y cantante neerlandesa, reconocida por interpretar el papel de Renate Blauel en la cinta biográfica Rocketman, Fantine en la producción del Teatro West End del musical Les Misérables y Christine Daaé en la producción de El fantasma de la ópera en el mismo circuito teatral.

## Filmografía destacada

### Cine y televisión
| Año       | Título               | Papel         | Notas       |
| --------- | -------------------- | ------------- | ----------- |
| 2019      | Rocketman            | Renate Blauel |             |
| 2020-2021 | Red Light            | Vanessa       | 3 episodios |
| 2021      | Hong Kong Love Story |               |             |

### Teatro
| Año  | Obra                    | Papel          | Teatro               |
| ---- | ----------------------- | -------------- | -------------------- |
| 2013 | Les Misérables          | Fantine        | West End             |
| 2015 | El fantasma de la ópera | Christine Daaé | West End             |
| 2017 | Barnum                  | Jenny Lind     | West End             |
| 2019 | The Light in the Piazza | Franca         | Ópera de Los Ángeles |
| 2020 | Marry Me a Little       |                | Barn Theatre         |